# ديفيد كالندر
ديفيد كالندر (بالإنجليزية: David Callender)‏ هو مجدف بريطاني، ولد في 25 يوليو 1930 في نورتش في المملكة المتحدة.

## وصلات خارجية
- ديفيد كالندر على موقع الاتحاد الدولي للتجديف (الإنجليزية)
- ديفيد كالندر على موقع أوليمبيديا (الإنجليزية)
- ديفيد كالندر على موقع اللجنة الأولمبية البريطانية (الإنجليزية)